# Коновалов, Борис Григорьевич
Борис Григорьевич Конова́лов (1906—1959) — советский геолог, первооткрыватель Усинского и Воргашорского угольных месторождений.

## Биография
Родился 29 марта (11 апреля) 1906 года в Москве.
В 1923 году поступил в Московский топографический политехникум, окончил его в 1926-м, работал топографом. Служил в РККА на Дальнем Востоке. В 1931—1935 гг. учился в Московском нефтяном институте. С 1935 года работает в Грозном, затем в Красноярском крае, затем, в 1939-м году, становится главным геологом «Воркутастрой».
- 1943—1946 — главный геолог ГРУ
- 1946—1950 — начальник ГРУ «Воркутуголь»
- 1950—1951 — начальник Полярно-Уральского управления КВУ.

Первооткрыватель Усинского (1944) и Воргашорского угольных месторождений.
Умер 12 октября 1959 года в Москве.

## Награды и премии
- Сталинская премия второй степени (1949) — за освоение Печорского угольного бассейна
- орден Ленина
- орден Красной Звезды
- орден «Знак Почёта»
- медали